# Giuturna

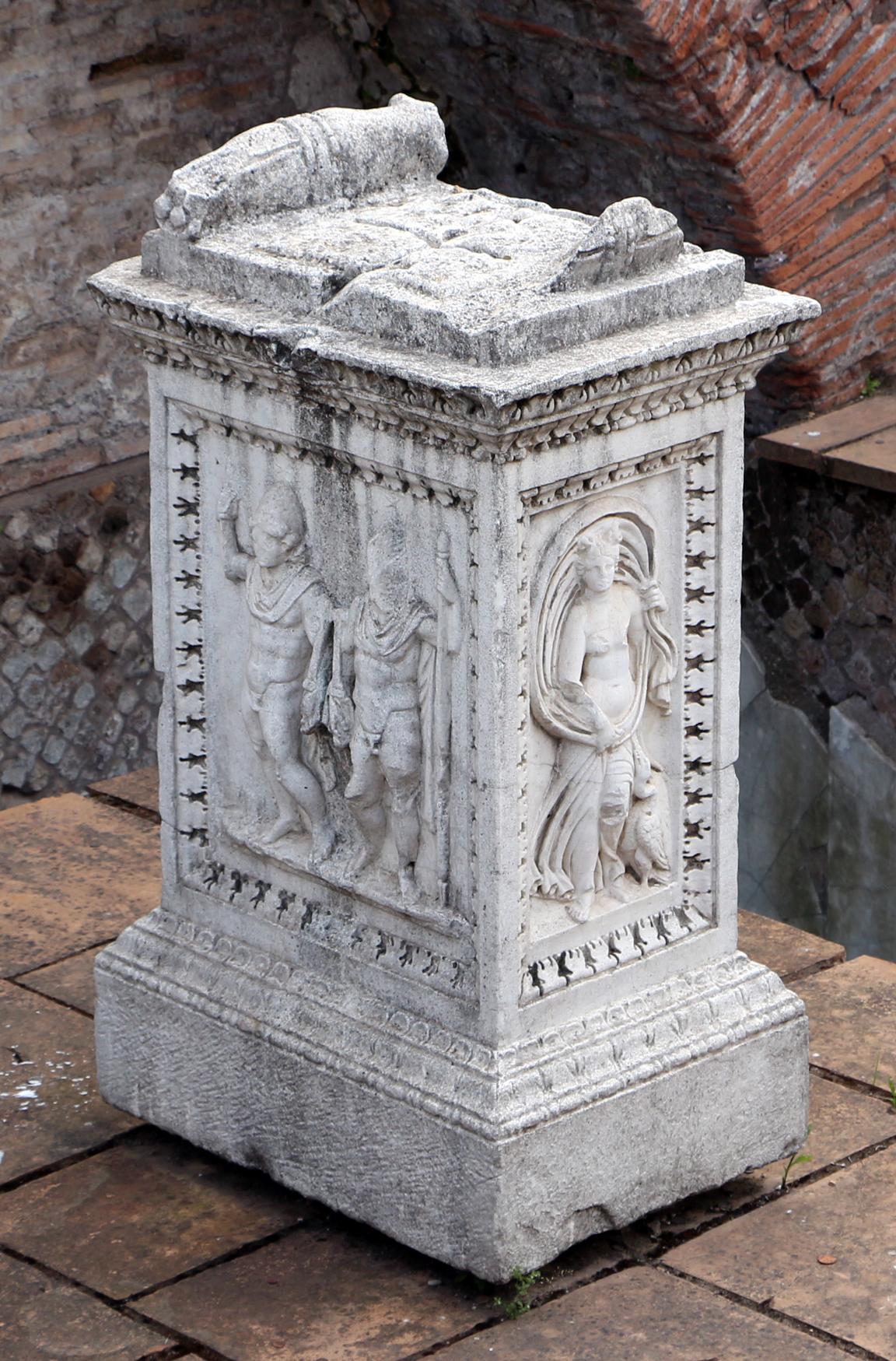
Ara con figure di Giuturna e Turno, fonte di Giuturna nel Foro romano.

Nella mitologia romana, Giuturna (lat. Iuturna) era una ninfa delle fonti. 

## Descrizione

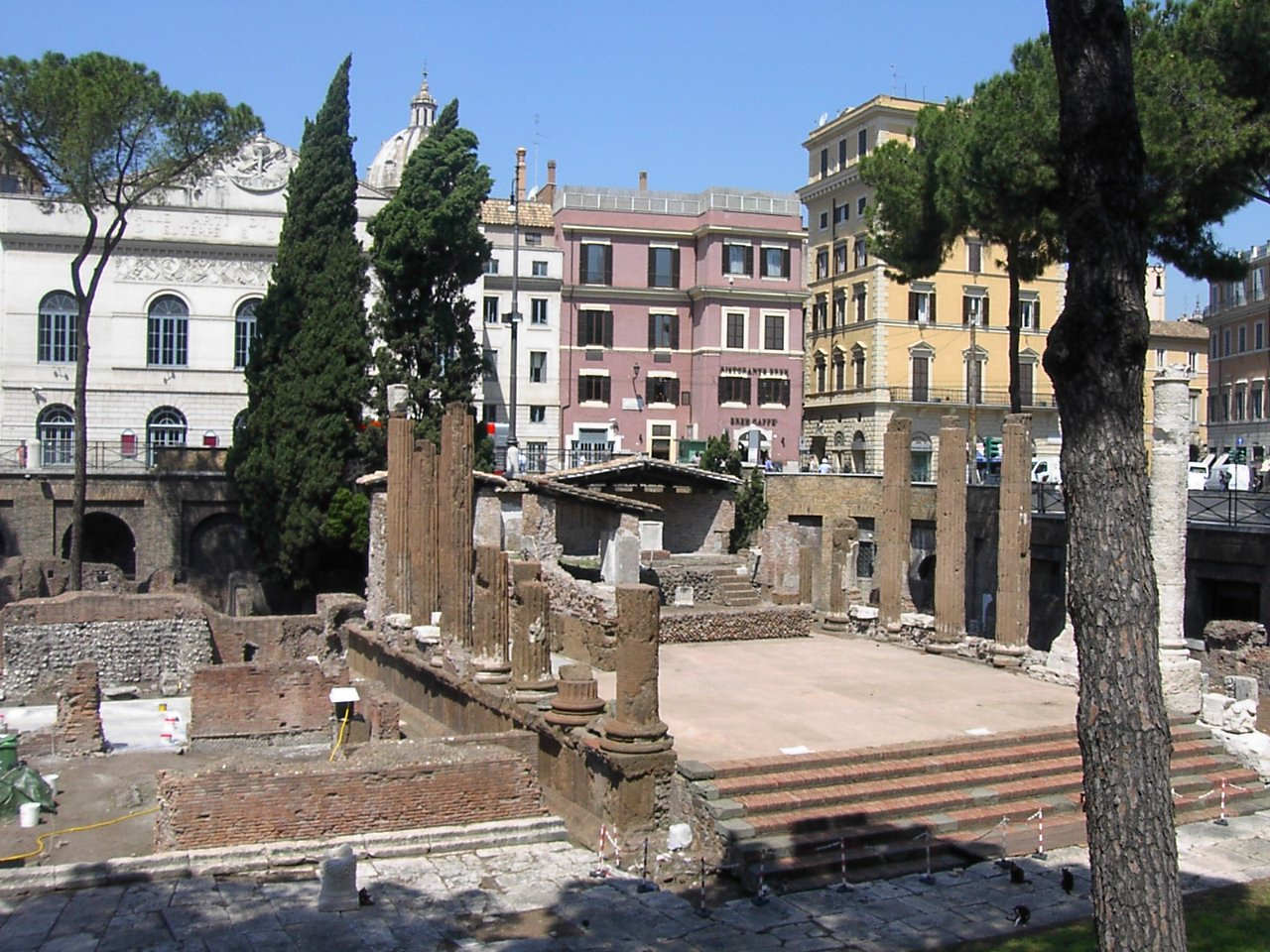
Il "tempio A" dell'area sacra di Largo Argentina, generalmente identificato con il tempio di Giuturna fatto costruire da Gaio Lutazio Catulo in Campo Marzio per celebrare la vittoria nella battaglia delle Isole Egadi (241 a.C.)

Secondo la leggenda più diffusa, ella in origine era una donna, che fu amata da Giove, il quale le offrì l'immortalità e il dominio sui corsi d'acqua dolce del Lazio. Secondo un'altra versione era invece la dea sposa di Giano, dal quale ebbe Fons. 
Alla prima versione si rifà Virgilio (Eneide XII 146), secondo cui Giuturna era figlia di Dauno e sorella di Turno. La ninfa prende l'aspetto del defunto condottiero italico Camerte per radunare l'esercito dei Rutuli e mandarlo quindi all'attacco contro i Troiani. Successivamente cerca di proteggere il fratello nel duello che questi intraprende contro Enea, ma alla fine è costretta ad abbandonarlo al suo destino per ordine di Giove: infelice si strappa i capelli e si percuote nel volto e nel petto, disperandosi perché non può morire con lui (...possem tantos finire dolores / nunc certe et misero fratri comes ire per umbras, XII 880-881). Giuturna, proprio per la sua condizione divina, è ben consapevole fin dall'inizio della sorte che incombe sul fratello Turno. Tale condizione apparentemente privilegiata è per lei una condanna che la spingerà a estremi tentativi di posticipare, dal momento che non può evitare, la morte del fratello."Immortalis ego" (verso 882 libro XII), ovvero, "proprio io devo essere immortale" sono le parole che meglio incarnano il suo dramma.
Il suo culto è probabilmente originario di Lavinio, dove è ricordata una fonte Iuturna. 
Nel Foro romano  vicino al Tempio di Vesta si trovano i resti del Lacus Iuturnae, che raccoglieva le acque di una sorgente palatina.
A Roma Giuturna aveva un tempio a lei consacrato, che probabilmente è da identificare con il tempio A dell'area sacra di Largo di Torre Argentina. L'edificio fu costruito nel 241 a.C., come voto di Gaio Lutazio Catulo per la vittoria conseguita su Cartagine nella Battaglia delle Isole Egadi.